# Этельнот
Этельнот (др.-англ. Æthelnoth; умер в период с 28 октября по 1 ноября 1038) — 31-й архиепископ Кентерберийский (1020—1038).

## Биография
Этельнот был сыном элдормена западных округов Англии Этельмера и внуком элдормена и хрониста Этельварда. Будучи монахом аббатства Гластонбери, он, по утверждению агиографа Осберна Кентерберийского, пользовался расположением короля Кнуда Великого с тех пор, как совершил таинство миропомазания Кнуда либо в Саутгемптоне (1016 год), либо при подписании мирного соглашения в Оксфорде (1018 год), но определённо до получения архиепископской кафедры. Тем не менее, из-за ссоры короля с Этельмером, члены семьи последнего подверглись преследованиям, брат Этельнота Этельверд был казнён в 1017 году.
Видимо, затем последовало примирение, и 13 ноября 1020 года настоятель собора Христа в Кентербери Этельнот был с согласия короля Кнуда рукоположён в архиепископа Кентерберийского. В 1022 году он получил в Риме благословение Папы Римского Бенедикта VIII, который собственноручно надел на Этельнота паллий и торжественно возвёл его в архиепископское достоинство, после чего тот отслужил мессу по повелению Папы и пировал с ним. Архиепископ вернулся в Англию с частицей мощей Аврелия Августина, которые он передал аббатству в Ковентри.
В 1023 году с разрешения короля Кнуда и при деятельном участии Этельнота были перенесены из Лондона в Кентербери мощи святого Альфеджа  (возможно, для этого понадобилось преодолеть неудовольствие лондонцев). Архиепископ Кентерберийский поощрял короля к денежным пожертвованиям иностранным храмам и оказал монарху политическое содействие, рукоположив Гербранда в епископа Роскильдского (Дания входила во владения короля Кнуда) и укрепив положение валлийского епископа Ллэндэффского Джозефа (достоверность сообщения о рукоположении Джозефа Этельнотом оспаривается). После смерти короля Кнуда в 1035 году началась борьба за престол между наследниками. По версии неизвестного автора энкомия королевы Эммы Нормандской (Encomium Emmae Reginae), Этельнот занял принципиальную позицию в пользу сына вдовствующей королевы, отказавшись короновать Гарольда Заячью Лапу — он якобы возложил корону и скипетр на алтарь и запретил кому бы то ни было к ним прикасаться. В действительности есть веские основания сомневаться в аутентичности данных сведений.
Архиепископ Этельнот умер «в ноябрьские календы» 1038 года, в разных источниках называются даты 28 или 29 октября, либо 1 ноября 1038 года. Впоследствии канонизирован, память празднуется 30 октября.

### Рекомендуемая литература
- The historical works of Gervase of Canterbury, ed. W. Stubbs, 2 vols., Rolls Series, 73 (1879—1880)
- Willelmi Malmesbiriensis monachi de gestis pontificum Anglorum libri quinque, ed. N. E. S. A. Hamilton, Rolls Series, 52 (1870)
- F. E. Harmer, ed., Anglo-Saxon writs, 2nd edn (1989)
- A. Campbell, ed. and trans., Encomium Emmae reginae, CS, 3rd ser., 72 (1949)
- The chronicle of John of Worcester, ed. R. R. Darlington and P. McGurk, trans. J. Bray and P. McGurk, 2-3; OMT (1995-) vol. 2
- The early history of Glastonbury: an edition, translation, and study of William of Malmesbury’s De antiquitate Glastonie ecclesie, ed. J. Scott (1981)
- M. K. Lawson, Cnut: the Danes in England in the early eleventh century (1993)
- William of Malmesbury, Gesta regum Anglorum / The history of the English kings, ed. and trans. R. A. B. Mynors, R. M. Thomson, and M. Winterbottom, 2 vols., Oxford Medieval Texts (1998—1999), vol. 1